# Шод
Шод (тадж. Шод) — село в Рошткалинском районе Горно-Бадахшанской автономной области Республики Таджикистан. Административно относится к сельской общине (джамоату) им. Гадолиева Курбоншо (бывший Тавдем).
Расстояние от села до центра района (село Рошткала) — 27 км, до центра общины (село Тавдем) — 6 км.  
Население — 311 человек (2017 г.), таджики. 